# LDPR
LDPR (russisk: ЛДПР), tidligere Ruslands Liberaldemokratiske Parti (russisk: Либерально-демократическая партия России, tr. Liberalno-demokratitjeskaja partija Rossii) er et højreekstremt politisk parti i Den Russiske Føderation. Partilederen er grundlæggeren. Den kontroversielle Vladimir Zjirinovskij har stået i spidsen for partiet siden dets grundlæggelse i 1989.

## Historie
Idet partiet i 1990'erne vendte sig både mod kommunisme og neoliberal kapitalisme, sikrede partiet sig en stor succes ved valget til den russiske duma i 1993. Ved valget i 2007 fik partiet 8,14% af stemmerne, hvilket gav 40 af de 450 pladser i statsdumaen. Ved valget i 2011 steg de til 11,4%.
På trods af partiets navn beskrives det ofte som "hverken liberalt eller demokratiskt." Partiets ideologi er primært baseret på Zjirinovskijs ideer om et "fornyet russisk imperium" og en autoritær vision om et "Storrusland".
Ved valget til statsdumaen i 2016 fik partiet 13,1% af stemmerne og har 39 mandater i det russiske underhus.

## Politisk plattform
Partiets politik beskrives som alt fra konservativ til ultranationalistisk, nærmest revanchistisk og i stor udstrækning baseret på en forestilling om genopbygning af det russiske imperium. Partiet er fortaler for strengt, autoritært styre med særlig status for etniske russere og vil udvide Rusland til de "naturlige grænser". Partiet fokuserer på kriminalitet og Zjirinovskij har udtalt, at alle ledere af kriminelle bander skal henrettes. Partiet fokuserar även stort på kriminalitet och Zjirinovskij har bl a sagt att alla ledare för kriminella nätverk skall arkebuseras.